# Vibrissina debilitata
Vibrissina debilitata là một loài ruồi trong họ Tachinidae.